# Morti nel 1131
| Questa pagina contiene informazioni ricavate automaticamente dalle voci biografiche con l'ausilio del template Bio e di un bot. L'aggiornamento è periodico e automatico e ricostruisce completamente la pagina. Se manca una persona in questa lista, sei pregato di non aggiungerla, ma accertati piuttosto che la sua voce biografica contenga il template Bio e che i dati anagrafici siano correttamente compilati. Se il template Bio manca, inseriscilo tu stesso o, in alternativa, metti l'avviso {{tmp\|Bio}} che ne segnala la mancanza. Se i dati riportati sono sbagliati, correggi direttamente la voce biografica; le modifiche saranno visibili in questa lista entro pochi giorni. Per chiarimenti vedi il progetto biografie. La lista contiene solo le 26 persone che sono citate nell'enciclopedia e per le quali è stato implementato correttamente il template Bio. Pagina aggiornata al 2 ago 2025. |

- 7 gennaio - Canuto Lavard, duca danese (n. 1096)
- 6 febbraio - Goffredo di Calw, nobile tedesco
- 13 febbraio - Elisabetta di Vermandois, nobile francese
- 22 febbraio - Giuditta di Baviera, nobile tedesca (n. 1103)
- 1º marzo - Stefano II d'Ungheria, re ungherese (n. 1101)
- 25 marzo - Liutgarda di Zähringen, nobile tedesca
- 19 luglio - Raimondo Berengario III di Barcellona, conte (n. 1082)
- 21 agosto - Baldovino II di Gerusalemme, cavaliere medievale francese
- 5 ottobre - Federico I di Schwarzenburg, arcivescovo cattolico tedesco
- 14 ottobre - Elia II bar Muqli, vescovo cristiano orientale siro
- 16 novembre - Irene di Kiev, imperatrice bizantina
- 4 dicembre - ʿUmar Khayyām, matematico, astronomo e poeta persiano (n. 1048)
- Zuhr ibn Abi Marwan Abu l-Ala, medico arabo
- Ayn al-Qudat Hamadani, poeta, filosofo e mistico persiano (n. 1098)
- Boemondo II d'Antiochia, principe (n. 1109)
- Gastone IV di Béarn, cavaliere medievale francese
- Rogerio Ghisalbertini, arcivescovo cattolico italiano
- Guglielmo I di Lussemburgo, conte
- Joscelin I di Edessa, nobile francese
- Costantino I de Lacon-Serra, re
- Gonnario II de Lacon-Serra, re
- Mahmud II, sultano turco
- Pierre de Bruys, predicatore francese (n. 1095)
- Saul d'Ungheria, nobile ungherese
- Ugo V del Maine, conte
- Ibn Abī Yaʿlā, storico e giurista arabo (n. 1059)